# Самохідний лазерний комплекс «Сангвін»
СЛК «Сангвін» — радянський і російський самохідний лазерний комплекс (СЛК) для протидії оптико-електронним приладам повітряних цілей супротивника. Серійно не вироблявся.
Відмінною рисою комплексу було те, що уперше на нім була використана «Система дозволу пострілу» (СДП) і забезпечено пряме наведення бойового лазера (без великогабаритних дзеркал наведення) на оптико-електронну систему складної цілі.
Комплекс дозволяв вирішувати завдання селекції реальної оптико-електронної системи на рухливому вертольоті і її функціональне ураження, на дальності більше 10 км — засліплення оптико-електронної системи на десятки хвилин, на дальності менше 8-10 км — безповоротні руйнування оптичних приймальних пристроїв.

## Історія створення
Розроблений в НВО «Астрофізика», як розвиток комплексу СЛК 1К11 «Стилет» і попередник комплексу СЛК 1К17 «Сжатіє».

## Опис конструкції

### Броньовий корпус і башта
Тип броні — протиосколкова, протикульна.

### Озброєння
Озброєння машини складалося з бойового лазера, встановленого на башті.

### Системи спостереження і зв'язку
На башті, окрім бойового лазера, був встановлений малопотужний зондуючий лазер і приймальне облаштування системи наведення, фіксувальне відображення променя зондувальника від бликуючого об'єкта.

### Ходова частина
Комплекс «Сангвін» встановлювався на шасі зенітної самохідної установки ЗСУ- 23-4 «Шилка».

## Корабельний лазерний комплекс «Аквілон»
У 1986 році НВО «Астрофізика» був представлений корабельний лазерний комплекс «Аквілон» з принципом дії, аналогічним наземним СЛК. Комплекс призначався для ураження оптико-електронних систем берегової охорони супротивника.